# Viva Comet 2010
Trzecia gala rozdania nagród muzycznych Viva Comet Awards odbyła się 25 lutego 2010 w warszawskiej Hali Expo XXI. Była transmitowana na żywo na antenie Viva Polska, a prowadzili ją prezenterzy stacji – Kasia Kępka i Dariusz „Daro” Rusin. Motywem przewodnim gali byli superbohaterowie oraz muzyka Fryderyka Chopina, oprócz tego uświetniły ją wykonania gwiazd. Nominacje do nagród zostały ogłoszone 25 stycznia 2010 i znalazło się wśród nich osiem kategorii standardowych oraz dwie specjalne, stworzone z powodu dziesięciolecia stacji – Artysta 10-lecia i Przebój 10-lecia. Podczas gali obchodzone było 10-lecie stacji Viva Polska, z tej okazji dwanaście gwiazd nagrało, a podczas gali premierowo wykonało utwór „Muzyki moc”. 

## Nominacje
| Prze-Man (Artysta roku)                                                                                         | Prze-Pani (Artystka roku) |
| --- | --- |
| - Liber - Mezo - Sidney Polak - Stachursky                                                                      | - Ewa Farna - Agnieszka Chylińska - Ania Wyszkoni - Paulla |
| Supermoce (Zespół roku)                                                                                         | Prze-Bojownik (Charts Award) |
| - Afromental - Grupa Operacyjna - Pectus - Verba                                                                | - Ewa Farna – „Cicho” - Afromental – „Pray 4 Love” - Sylwia Grzeszczak i Liber – „Co z nami będzie” - Paulla – „Od dziś” |
| Mega–Start (Debiut Roku)                                                                                        | Klejnot Kapitana Lansa (Image Roku) |
| - Mrozu - Candy Girl - Paulla - Sylwia Grzeszczak                                                               | - Agnieszka Chylińska - Afromental - Candy Girl - Mandaryna |
| Arcyfon (Dzwonek Roku)                                                                                          | Telemoc (Teledysk Roku) |
| - Anna Wyszkoni – „Czy ten pan i pani” - Mrozu – „Miliony monet” - Paulla - „Od dziś” - Pectus – „Jeden moment” | - Doda – „Rany” - Afromental – „Radio Song” - Ania Wyszkoni – „Czy ten pan i pani” - Mrozu – „Miliony monet” |
| Artysta 10-lecia                                                                                                | Przebój 10-lecia |
| - Doda - Feel - Ich Troje - Kasia Cerekwicka - Kombii - Łzy - Mezo - Monika Brodka - Tede - WWO                 | - Virgin – „Szansa” - Ascetoholix – „Suczki” - Ich Troje – „Powiedz” - Jeden Osiem L – „Jak zapomnieć” - Łzy – „Agnieszka” - Marcin Rozynek – „Siłacz” - Mezo i Kasia Wilk – „Sacrum” - Sidney Polak – „Otwieram wino” - Tede – „Wielkie joł” - WWO – „Każdy ponad każdym” |

Źródło:

## Wykonawcy
Źródło:
- Afromental – „Radio Song”
- Ania Wyszkoni – „Czy ten pan i pani”
- Doda – „Dziękuję”
- Ewa Farna – „Cicho”
- Gosia Andrzejewicz – „Otwórz oczy”
- Kalwi & Remi – „Stop (Falling Down)”
- Mezo – „Po robocie”
- Mrozu – „Miliony monet”
- Sasha Strunin – „To nic kiedy płyną łzy”
- Sokół i Pono – „Preludium”
- Monopol – „Zodiak na melanżu”
- Marina – „Glam pop”
- Viva i przyjaciele – „Muzyki moc”

## Najwięcej sukcesów
| Liczba zdobytych Comet | Wykonawca                                                    |
| ---------------------- | ------------------------------------------------------------ |
| 3                      | 2 Doda + 1 razem z Virgin                                    |
| 2                      | Ewa Farna                                                    |
| 1                      | Ania Wyszkoni, Agnieszka Chylińska, Mrozu, Afromental, Liber |